# 100 років Національній академії образотворчого мистецтва і архітектури (срібна монета)
«100 ро́ків Націона́льній акаде́мії образотво́рчого мисте́цтва і архітекту́ри» — ювілейна монета номіналом 5 гривень зі срібла, випущена Національним банком України. Присвячена 100-річчю Національної академії образотворчого мистецтва і архітектури — спадкоємиці Української академії мистецтва, яка була заснована 18 грудня 1917 року з ініціативи видатних державників, діячів культури, художників у час великих надій та важких випробувань для України. Основною метою першого в Україні вищого художнього навчального закладу було плекання мистецької школи на ґрунті традицій національної і світової культури.
Монету введено в обіг 7 грудня 2017 року. Вона належить до серії «Вищі навчальні заклади України».

## Опис монети та характеристики
| Номінал грн. | Метал            | Маса, г       | Діаметр, мм | Якість виготовлення | Гурт                           | Тираж, штук |
| ------------ | ---------------- | ------------- | ----------- | ------------------- | ------------------------------ | ----------- |
| 5            | срібло 925 проби | 15,55 / 16,81 | 33,0        | пруф                | гладкий із заглибленим написом | 2 500       |

### Аверс
На аверсі монети розміщено: угорі — малий Державний Герб України, під яким зазначено рік карбування — «2017», напис півколом «NАЦІОNАЛЬNИЙ БАNК УКРАЇNИ»; у центрі — восьмикутник на дзеркальному тлі в обрамленні рослинного орнаменту із зображенням профілю богині Мінерви — покровительки мистецтв; унизу — позначення номіналу — «5 ГРИВЕНЬ».

### Реверс
На реверсі монети розміщено: зображення будівлі академії, під якою позначено роки «1917» і «2017»; написи: «100 РОКІВ» (угорі) та «NАЦІОNАЛЬNА АКАДЕМІЯ ОБРАЗОТВОРЧОГО МИСТЕЦТВА І АРХІТЕКТУРИ» (унизу).

## Автори
- Художник — Кочубей Микола.

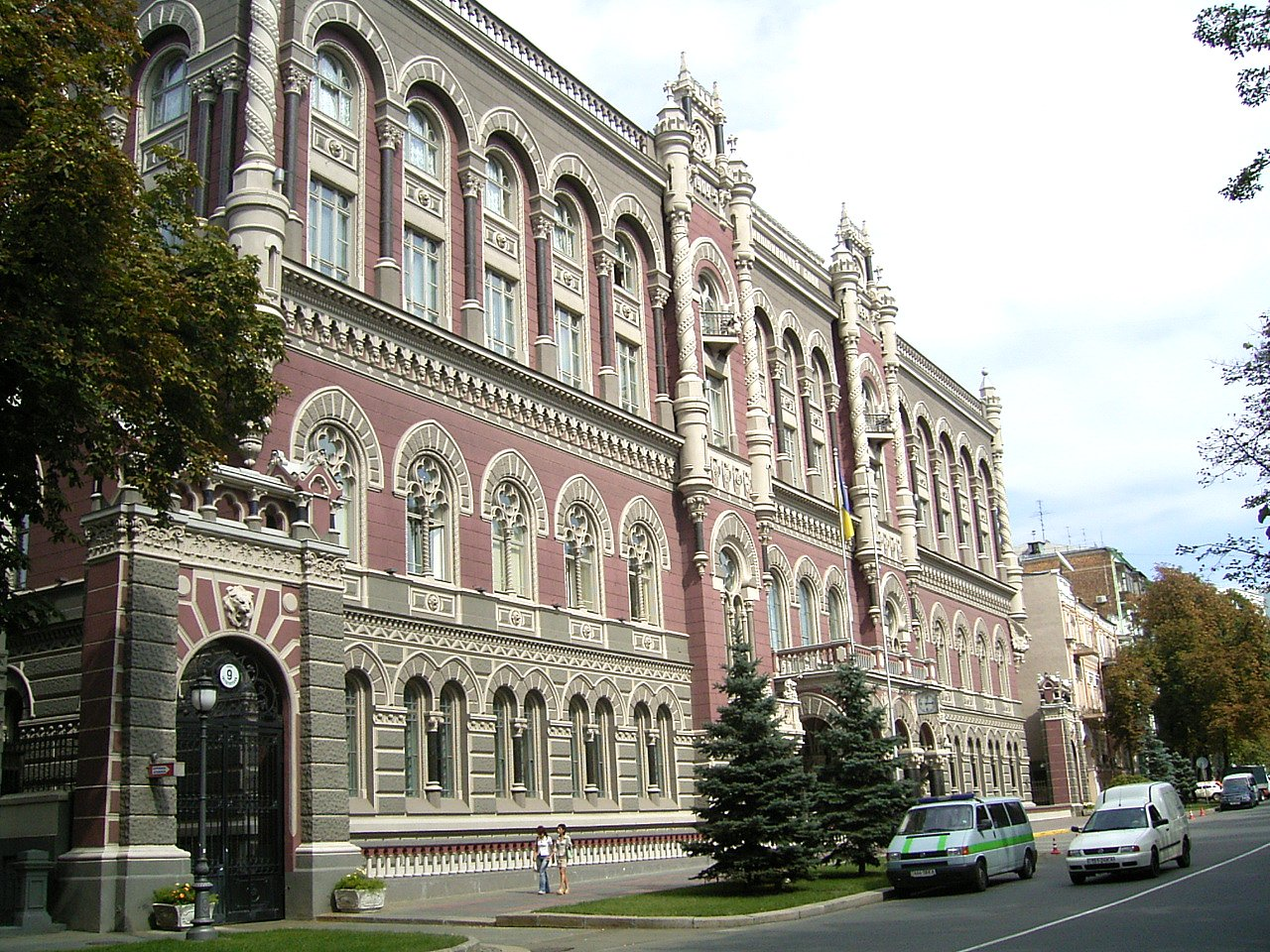
Будівля Національного банку України

- Скульптори: Чайковський Роман, Атаманчук Володимир.

## Вартість монети
Під час введення монети в обіг у 2017 році, Національний банк України реалізовував монету через свої філії за ціною 558 гривень.
Фактична приблизна вартість монети, з роками змінювалася так:
| Рік        | 2018 | 2019 | 2020 | 2021 | 2022 | 2023  | 2024  | 2025  |
| ---------- | ---- | ---- | ---- | ---- | ---- | ----- | ----- | ----- |
| Ціна, грн. | 660  | 630  | 620  | 720  | 750  | 1 030 | 2 400 | 2 350 |